# 星野仁子
星野 仁子（ほしの ひとこ、本名同じ）は、愛知県名古屋市出身の日本のヴァイオリニスト、音楽教育家である。事務所、レーベルには所属していない。

## 来歴
3歳よりヴァイオリンとピアノを始める。ヴァイオリンを林茂子、故・久保田良作、西岡正臣、佐々木はるる、瀬戸瑤子、井上將興に師事。
フランス・ニース夏期国際音楽アカデミーでBoris GARLITSKYに師事し、ディプロマを取得。フランス・フレーヌ夏期国際音楽アカデミーでAnne TEMPERVILLEに師事し、ディプロマを取得。
ハンガリー・国立リスト音楽院に留学。ヴァイオリンをAndras Csontha、演奏法をピアニストCsipkay Eva、室内楽をBotvay Károlyの下で研鑽を積む。
帰国後は名古屋にヴァイオリン教室を開設し、後進の育成に務める。

## 学歴
- 愛知県立明和高等学校音楽科ヴァイオリン専攻卒業
- 東京音楽大学器楽科ヴァイオリン専攻卒業
- フランス・ニース夏期国際音楽アカデミー修了
- フランス・フレーヌ夏期国際音楽アカデミー修了
- ハンガリー国立リスト音楽院修了

## 職歴
- 渋谷教育学園渋谷中学校・高等学校 弦楽器講座講師
- 愛知県立明和高等学校音楽科（合奏） 非常勤講師

## 在籍
- NHK名古屋青少年交響楽団（中学・高校）
- オーケストラ・トリプティーク